# Pseudanaesthetis rufa
Pseudanaesthetis rufa är en skalbaggsart som beskrevs av J. Linsley Gressitt 1942. Pseudanaesthetis rufa ingår i släktet Pseudanaesthetis och familjen långhorningar. Inga underarter finns listade i Catalogue of Life.